# Rolando Bohol
Rolando Bohol est un boxeur philippin né le 25 décembre 1965 à Bacolod City.

## Carrière
Passé professionnel en 1984, il devient champion du monde des poids mouches IBF le 16 janvier 1988 après sa victoire aux points contre Choi Chang-ho. Bohol conserve son titre face à Park Cho-woon puis est battu par KO au onzième round par Duke McKenzie le 5 octobre 1988. Il remporte par la suite la ceinture de champion d'Asie OPBF des poids super-mouches en 1989 et mettra un terme à sa carrière en 1994 sur un bilan de 34 victoires, 15 défaites et 3 matchs nuls.